# مارکو یاناسکولی
مارکو یاناسکولی (انگلیسی: Marco Iannascoli؛ زادهٔ ۶ نوامبر ۱۹۹۴) بازیکن فوتبال اهل ایتالیا است.
از باشگاه‌هایی که در آن بازی کرده‌است می‌توان به باشگاه فوتبال دلفینو پسکارا اشاره کرد.